# Mecodinops subpicta
Mecodinops subpicta là một loài bướm đêm trong họ Noctuidae.